# هم ریچاردسون
 هم ریچاردسون (انگلیسی: Ham Richardson؛ زاده ۲۴ اوت ۱۹۳۳ درگذشته ۵ نوامبر ۲۰۰۶) یک تنیس‌باز اهل ایالات متحده آمریکا بود.